# 잭 콕스 (텍사스의 정치인)
잭 콕스(Jack Cox, 1921년 8월 20일 ~ 1990년 4월 27일)는 미국의 정치인이다.

## 학력
- 노스 텍사스 대학교

## 경력
- 1947.01 ~ 1953.01 제50·51·52대 텍사스 제108선거구 하원의원
- 1961 민주당 탈당 및 공화당 입당

## 역대 선거 결과
| 선거명      | 직책명                        | 대수 | 정당   | 득표율 | 득표수    | 결과 | 당락               |
| ----------- | ----------------------------- | ---- | ------ | ------ | --------- | ---- | ------------------ |
| 1946년 선거 | 하원의원 (텍사스 제108선거구) | 50대 | 민주당 | %      | 표        | 1위  | 텍사스 주의원 당선 |
| 1948년 선거 | 하원의원 (텍사스 제108선거구) | 51대 | 민주당 | %      | 표        | 1위  | 텍사스 주의원 당선 |
| 1950년 선거 | 하원의원 (텍사스 제108선거구) | 52대 | 민주당 | %      | 표        | 1위  | 텍사스 주의원 당선 |
| 1962년 선거 | 텍사스 주지사                 | 39대 | 공화당 | 45.57% | 715,025표 | 2위  | 낙선               |